# Флаг Турции
Флаг Турции (тур. Türkiye Cumhuriyeti bayrağı) — один из символов Турецкой Республики, наряду с эмблемой и гимном (Марш независимости). Представляет собой красное прямоугольное полотнище с изображением белых полумесяца и звезды. Отношение ширины флага к его длине составляет 2:3.

## История
Красный цвет турецкого флага ведёт начало от Умара, правителя Арабского халифата (634—644 годы) и завоевателя Палестины, Египта и Месопотамии. В XIV веке красный цвет стал цветом Османской империи.
Примечательно, что первоначально звезда находилась внутри месяца, что с точки зрения астрономии неверно (звезда в этом случае закрывалась невидимой частью Луны), поэтому в начале XX века по требованиям астрономов она была вынесена за пределы месяца.
Одни источники указывают, что полумесяц, считающийся традиционным символом ислама, появился на турецких флагах в середине XV века после победной битвы при Косовом поле. Другие уточняют, что он был заимствован с эмблемы взятого в 1453 году Константинополя (ныне Стамбул). Третьи напоминают, что изображение полумесяца со звездой Юпитера считалось гороскопом султана Османа (правил в конце XIII — начале XIV века), было родовой эмблемой его династии.
Звёзды появились на флагах Турции только в начале XIX века, тогда они были семи- и восьмиконечными. Пятиконечная звезда появилась в 1844 году. Долгое время на турецких флагах преобладал священный зелёный цвет пророка Мухаммеда, и лишь в 1793 году султан Селим III повелел узаконить красный цвет.
К моменту своего распада в 1918 году Османская империя имела флаг, на красном полотнище которого трижды повторялось священное изображение белых полумесяца и пятиконечной звезды. В 1923 году установлен флаг Турецкой Республики, существующий и по сей день. 29 мая 1936 года он утверждён официально в пропорции 2:3.
До начала XX века на гербе Турции красовался, на фоне военных трофеев, щит с золотым месяцем в зелёном поле. Венчал щит султанский тюрбан. Миновали десятилетия, Турция стала светским республиканским государством, ушли в прошлое этой страны султаны. В наше время и на гербе и на флаге этой державы рисунок одинаковый — белый полумесяц со звездой на красном поле.
Есть множество легенд о происхождении этих символов. Одна из них связана с далёким 339-м годом до н. э., когда войска Филиппа Македонского, отца знаменитого полководца Александра, окружили город Византий (позднее на этом месте возник Константинополь, а после захвата его турками — Стамбул). Осада была долгой и кровопролитной, жители отчаянно сопротивлялись, множество людей погибло в схватке с македонским войском. Тогда неприятель решил ночью произвести подкоп под неприступную крепость. Но внезапно из-за тяжёлых туч заблистал месяц и рядом с ним звезда, многократно отражаясь в лужах крови у городских стен. Дозорные на башнях заметили врага и подняли тревогу. С большими потерями воины Филиппа отступили, и город был спасён. В память об этом событии и как символ свободы от захватчиков, полумесяц со звездой стал эмблемой Византии. Через столетия, в 1453 году, войска турецкого султана Мехмеда II захватили город, а затем и всю Восточную Римскую империю. Эмблема перешла на стяг победителей, и с тех пор полумесяц со звездой красуется на флаге Турции.

## Флаги, ранее использовавшиеся на территории нынешней Турции

Флаг Ахеменидской империи (550 до н.э. — 329 до н.э.)
Флаг Македонской империи (334 до н.э. — 309 до н.э.)
Флаг Римской империи (27 до н.э. — 395 н.э.)
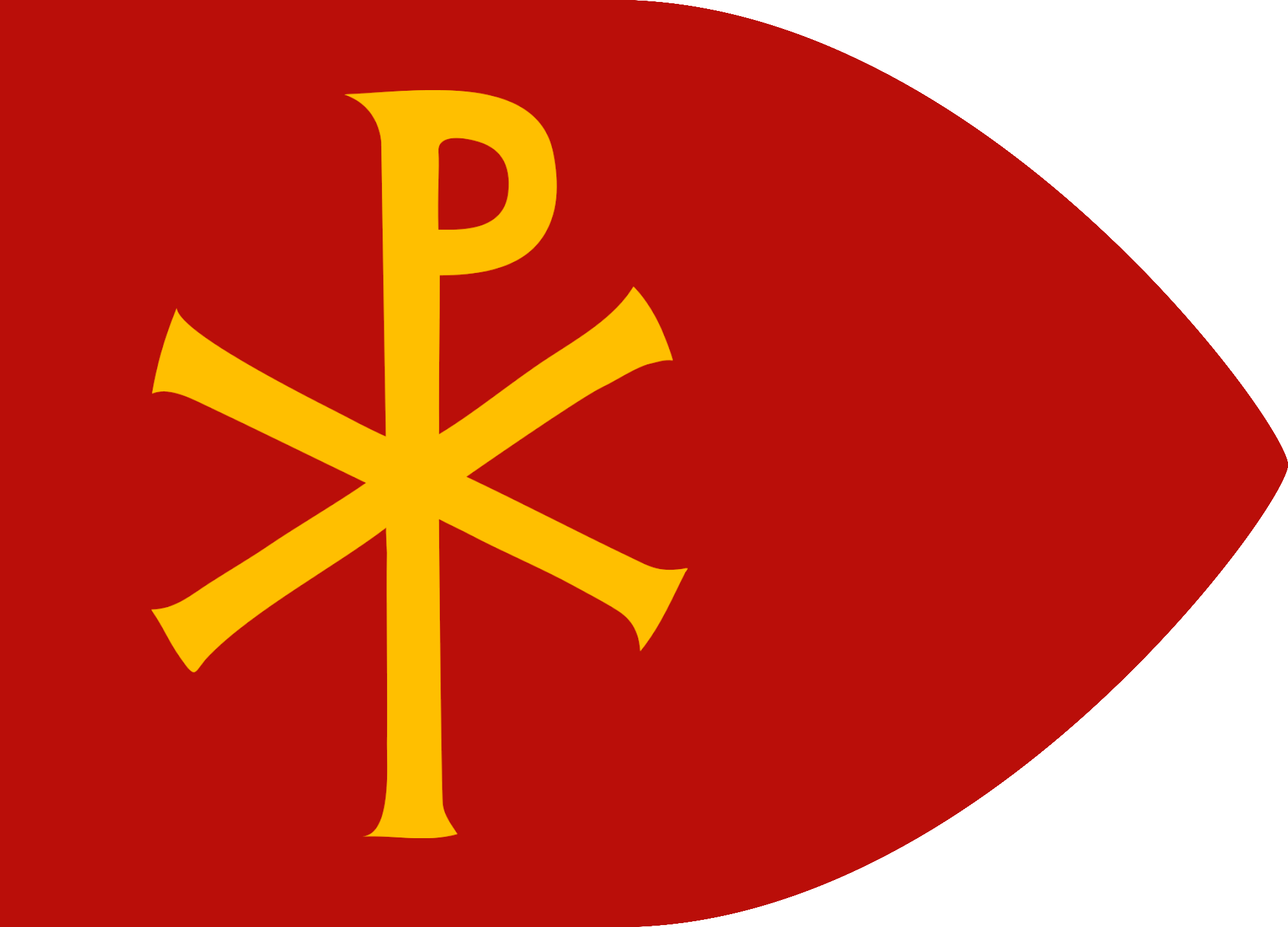
Первый флаг Византии (395—1081)
Флаг Киликийского Армянского Царства (1080—1375)
Флаг Византии при Комнинах (1081—1185)
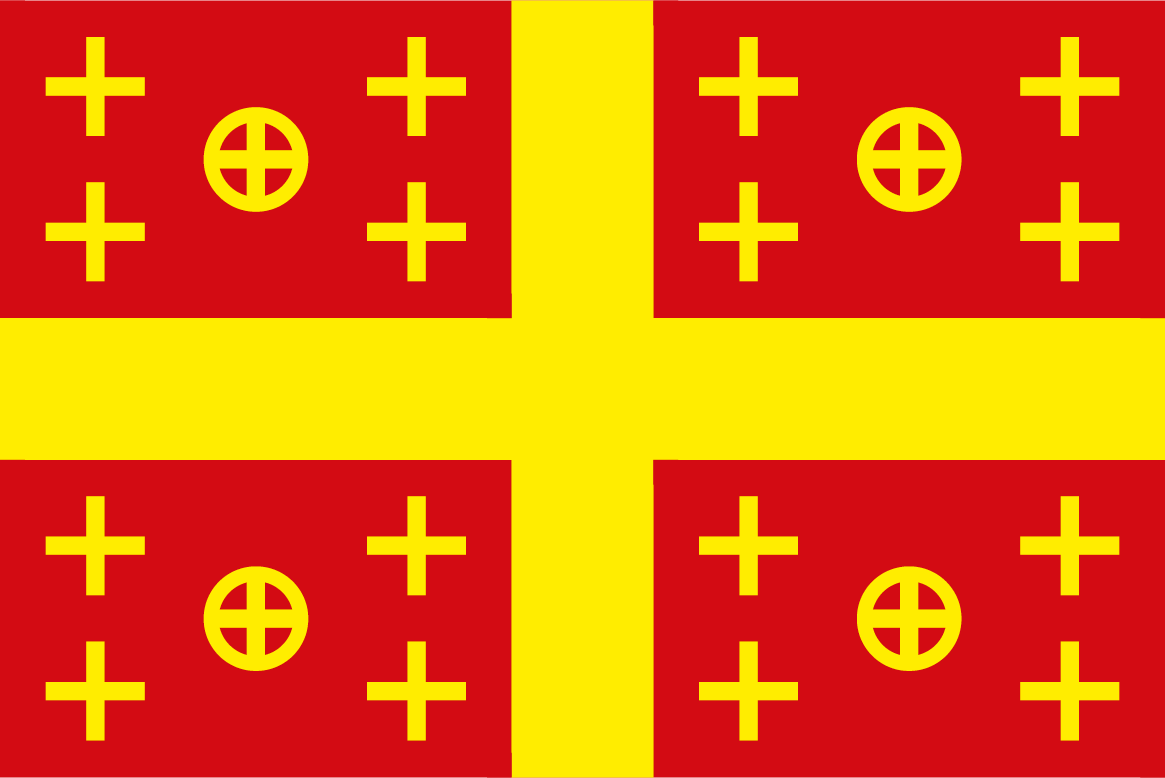
Флаг Латинской империи (1204—1261)
Флаг Никейской империи (1204—1261). Сейчас — флаг Греческой православной церкви
Флаг Византии при Палеологах (1261—1453)
Флаг Трабзонской империи (1204—1461)
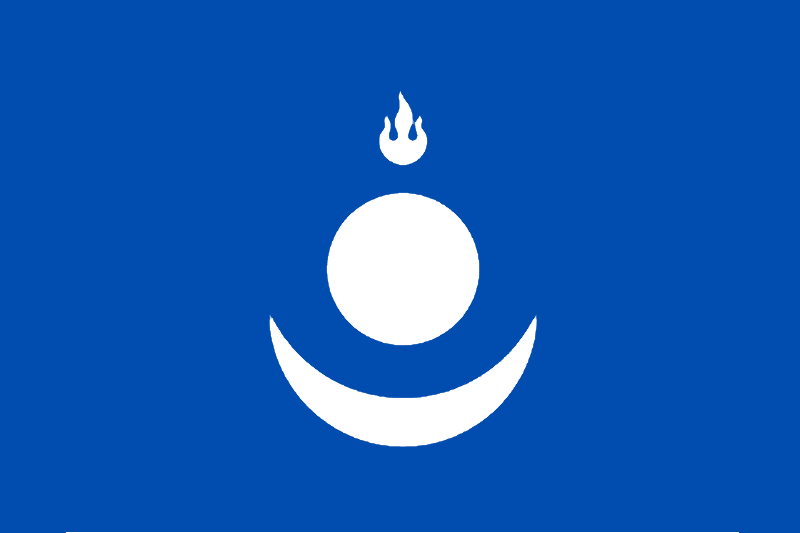
Флаг Монгольской империи (1206—1264)
Флаг Ильханата (1258—1375)
Флаг Османской империи (1793—1844)
Флаг Османской империи (1844—1924)
Флаг Республики Хатай (1938—1939)

## Похожие флаги

Первый флаг Азербайджанской Демократической Республики
Флаг Туниса
Флаг Турецкой Республики Северного Кипра